# Georg Friedrich Benecke

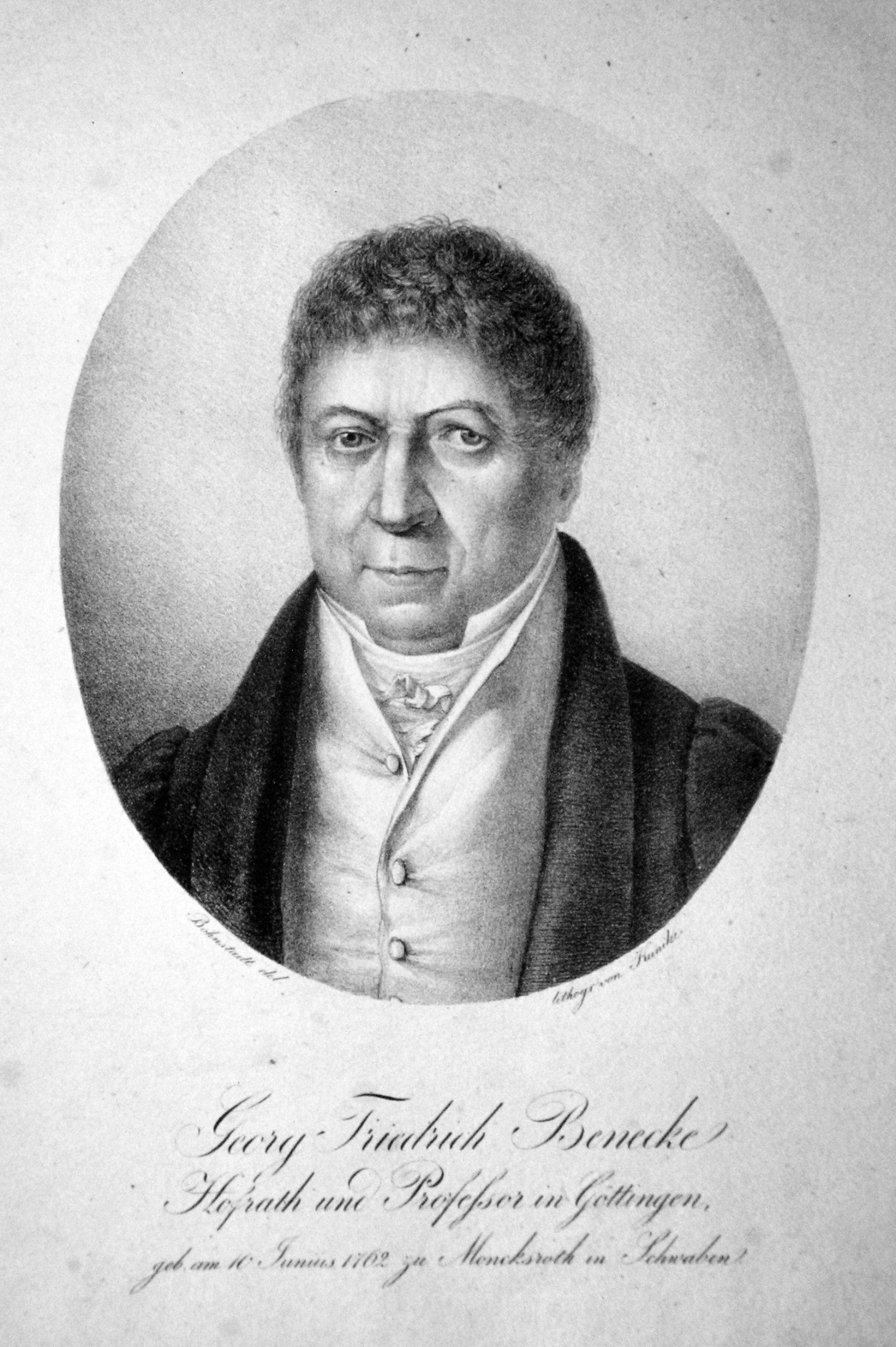
Georg Friedrich Benecke, Lithographie von Adolf Kunike

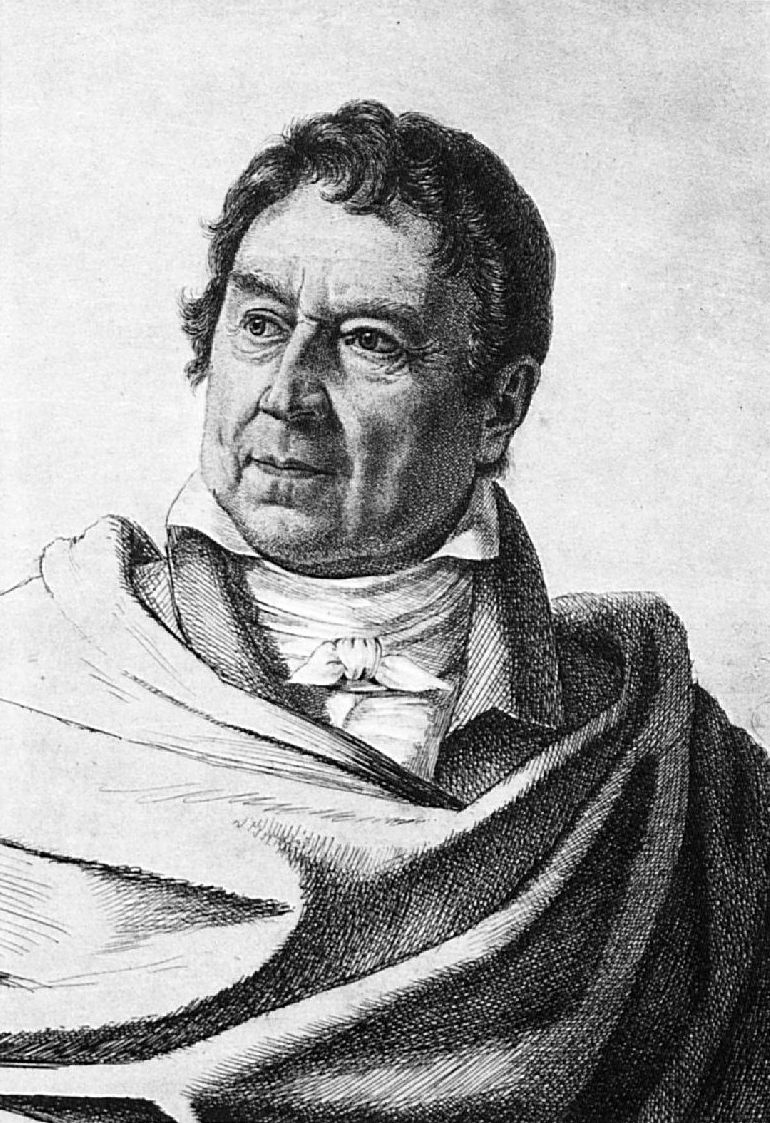
Georg Friedrich Benecke. Stich von Ludwig Emil Grimm (1823)

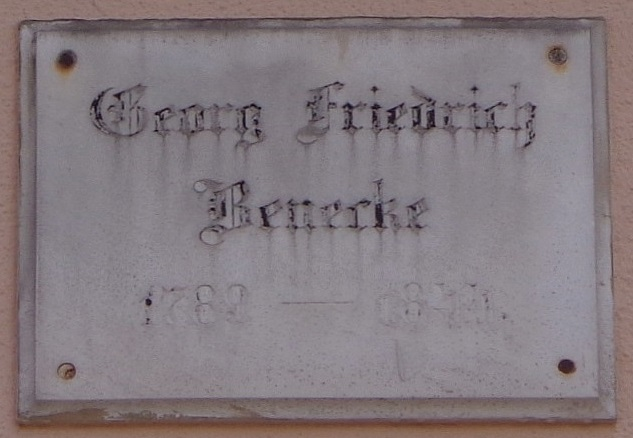
Göttinger Gedenktafel für Georg Friedrich Benecke

Georg Friedrich Benecke (* 10. Juni 1762 in Mönchsroth, Fürstentum Öttingen; † 21. August 1844 in Göttingen) war ein deutscher Philologe, der sich mit der deutschen Literatur des Mittelalters beschäftigte.

## Leben
Benecke bezog 1780 die Universität Göttingen, wurde dort 1814 ordentlicher Professor und 1815 Unterbibliothekar. 1830 wurde er zum ordentlichen Mitglied der Göttinger Akademie der Wissenschaften gewählt. Seit 1835 war er auswärtiges Mitglied der Bayerischen Akademie der Wissenschaften. Er starb als Oberbibliothekar in Göttingen am 21. August 1844. Seine Studien erstreckten sich vorzugsweise auf altdeutsche und englische Literatur; die erstere hat er zu einem Gegenstand akademischer Vorlesungen erhoben. In seinen hierher gehörigen Schriften zeigt er sich als ein scharfsinniger Erklärer mittelhochdeutscher Dichter, besonders in lexikalischer Hinsicht. Seit 1828 redigierte er mit Heeren die Göttinger gelehrten Anzeigen. Seine nachgelassenen Vorarbeiten zu einer Sammlung des mittelhochdeutschen Wörterschatzes verwerteten Wilhelm Müller und Friedrich Zarncke im Mittelhochdeutschen Wörterbuch.

## Schriften (Auswahl)
- Beyträge zur Kenntniss der altdeutschen Sprache und Litteratur, Göttingen 1810 und 1832 (Teil 1 in der Google-Buchsuche, Teil 2 in der Google-Buchsuche)
- Minnelieder. Ergänzung der Sammlung von Minnesingern, Göttingen 1810 (Digitalisat in der Google-Buchsuche)
- Der Edel Stein / getichtet von Bonerius, aus Handschriften berichtigt und mit einem Wörterbuch versehen, Berlin 1816
- Wigalois von Wirnt von Gravenberch, Berlin 1819
- Iwein. Der Riter mit dem Lewen von Hartmann von Aue, mit Karl Lachmann, Berlin 1827 (Digitalisat in der Google-Buchsuche)
- als Hrsg. mit Karl Lachmann und Ludwig Wolff: Hartmann von Aue. Iwein, Übersetzung und Anmerkungen von Thomas Cramer. 3. Auflage. Berlin 1981.
- Wörterbuch zu Hartmanns Iwein. Göttingen 1833; 2. Auflage von Wilken, 1874.